# هایوان وایا (آریزونا)
هایوان وایا (به انگلیسی: Haivan Vaya) یک منطقهٔ مسکونی در ایالات متحده آمریکا است که در آریزونا واقع شده‌است. هایوان وایا ۸۶۶ متر بالاتر از سطح دریا واقع شده‌است.